# Awtowelo

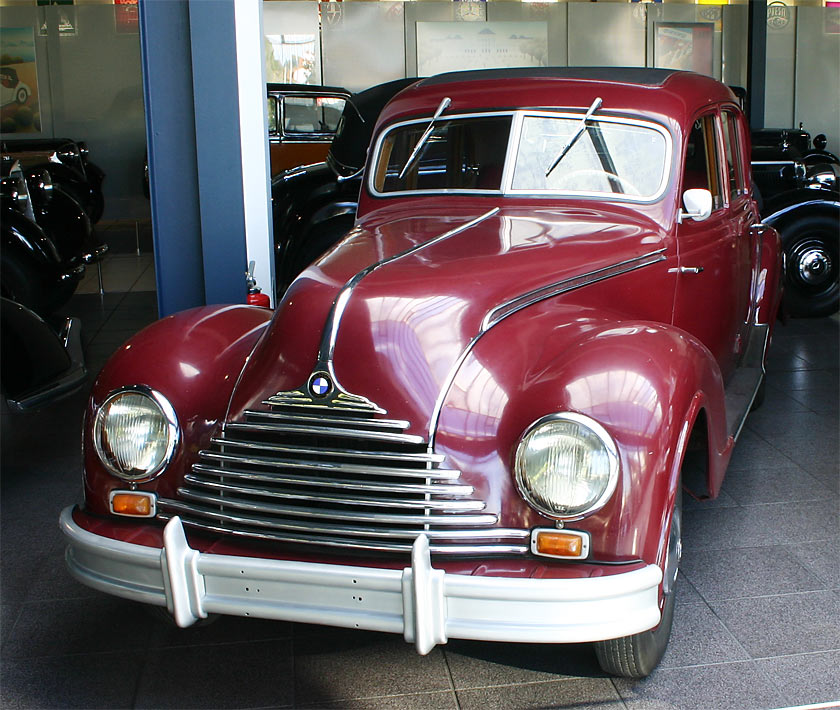
Автомобіль EMW-340 ще з емблемою BMW, виробництва Awtowelo Eisenacher Motorenwerkes до 1951 року

Awtowelo (скорочено AWO) — німецько-радянське акціонерне товариство створене на базі підприємств експропрійованих в радянській зоні окупації Німеччини. Компанія займалась виробництвом автомобілів, мотоциклів та велосипедів. Засновано в 1947 році, реорганізовано в VEB Automobilenwerk Eisenach 1952 р.

## Загальні відомості
Назву Awtowelo було створено від скорочення російських слів «Автомобіль» та «Велосипед».
Основою Awtowelo стали філія фірми BMW в місті Айзенах та зброярня Simson в місті Зуль.
До складу Awtowelo також увійшли:
- велосипедний завод «Elite Diamantwerke Siegmar-Schönau» в Бранд-Ербісдорф (поблизу Хемніця),
- фабрика вимірювальних приладів «Keilpart & Co» (місто Зуль)
- філія компанії Rheinmetall в місті Земмерда
- завод шарикопідшипників «Böhlitz-Ehrenberg» (Лейпциг)
- годинниковий завод Ruhla (м. Рула)
- мотозавод «Fichtel & Sachs» (Райхенбах-ім-Фогтланд)

З 5 березня 1947 це об'єднання отримало найменування "Державне акціонерне товариство Автовело, бувш. Сімсон і Ко., Зуль (Тюрингія) " (нім. Staatliche Aktiengesellschaft Awtowelo Werk vorm. Simson & Co, Suhl (Thür.)).
До складу Товариства увійшов дослідний центр автомобільної промисловості в Хемніці разом із фахівцями колишнього дослідного підприємства фірми Auto Union.
Значна частина продукції заводів АТ Автовело постачалась в СРСР, як репарації. Зокрема перші роки повоєнного виробництва харківського та львівського велозаводів всі дорожні велосипеди оснащувались гальмівними втулками «Torpedo» заводу «Fichtel & Sachs, Reichenbach». Також київський мотозавод що виробляв мотоцикл К-1Б «Кієвлянін» (копію німецького Wanderer 1Sp) певний час отримував із Німеччини готові двигуни Sachs 98.
Через три роки після заснування НДР, в 1952 році Автовело було реорганізовано в VEB Automobilenwerk Eisenach, а інститут в Хемніці став дослідницьким центром фірми IFA. Завод Simson, (VEB Fahrzeug und Gerätewerk Simson, Suhl) виробляв мототехніку.

## Діяльність

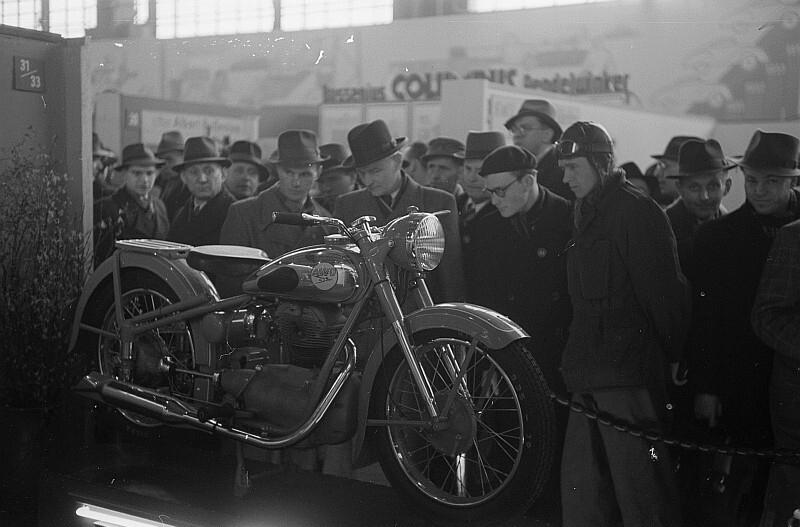
Мотоцикл AWO 425 на лейпцизькій виставці 1951 рік

Після закінчення Другої світової війни виробництво зброї в Німеччині було заборонене. Завод зброї Simson почав випускати мотоцикли. Першим була модель AWO-425, що був подібним до BMW 250. Надалі мотоцикли вироблялись під маркою «Simson», з 1961 року завод перейшов на виробництво мопедів.
Завод Awtowelo з розвитку автомобільного будівництва в Хемніці
у період з 1949 по 1951 років розробив гоночний автомобіль (Формула2) Awtowelo- 650 (радянська назва «Сокол 650») з чотиритактним карбюраторним 12-ти циліндровим двигуном потужністю 152 к.с. Із них два автомобілі були привезені до СРСР, згодом повернені в Німеччину. Сьогодні один такий болід зберігається в промисловому музеї Хемніца.
В 1951 році було також розроблено легковий автомобіль Awtowelo 351, який так і не пішов у виробництво.
Завод колишньої філії фірми BMW в місті Айзенах з 1949 по 1955 рік виробляв автомобіль BMW 340 пі назвою EMW 340, а також мотоцикл EMW R 35 (довоєнна модель BMW  R 35). З 1955 року завод почав виробляти автомобілі Wartburg з двотактними двигунами.